# Velký Chlumec
Velký Chlumec (en allemand : Groß Chlumetz) est une commune du district de Beroun, dans la région de Bohême-Centrale, en République tchèque. Sa population s'élevait à 406 habitants en 2020.

## Géographie
Velký Chlumec se trouve à 3 km à l'est de Hostomice, à 16 km au sud de Beroun et à 38 km au sud-ouest de Prague.
La commune est limitée par Osov et Vižina au nord, par Dobříš à l'est et au sud, et par Hostomice et Skřipel à l'ouest.

## Histoire
La première mention écrite de la localité date de 1379.

## Administration
La commune se compose de deux quartiers :
- Malý Chlumec
- Velký Chlumec